# Eupnoi
Die Eupnoi sind eine der vier rezenten Unterordnungen der Weberknechte. Mit Ausnahme der nur zwei Arten der Gattung Caddo umfassenden Überfamilie Caddoidea entspricht sie der Überfamilie Phalangioidea. Da fast alle mitteleuropäischen Weberknechte zu den Phalangioidea gehören, entspricht ihr Körperbau dem für Mitteleuropäer vertrauten, typischen Bild eines Weberknechts mit kleinem, kompaktem Körper und extrem langen Beinen. Es gibt aber eine Reihe Gattungen mit davon abweichender Morphologie. Die Eupnoi umfassen etwa 1800 Arten.

## Morphologie
Wie typisch für Weberknechte haben die Eupnoi einen kompakten Körperbau, Vorderkörper (Prosoma, auch Cephalothorax genannt) und Hinterleib (Abdomen) schließen breit und kaum gegeneinander abgesetzt aneinander an. Die Laufbeine sind fast immer auffallend lang und dünn. Bei den meisten Vertretern ist der Körper auf der Oberseite von einem Schild (Scutum) bedeckt, bei dem das Prosoma mit den extremitätentragenden Segmenten einen verschmolzenen Schild (Carapax genannt) trägt. Auch der Schild der ersten fünf Segmente des Hinterleibs ist verschmolzen, aber gegenüber dem Carapax abgesetzt. Die letzten Hinterleibssegmente tragen jeweils einen freien, unverschmolzenen Tergit. Diese Ausbildung des Schilds wird Scutum parvum genannt, sie ist typisch für die Eupnoi, kommt aber auch bei einigen Vertretern der Dyspnoi vor. Allerdings haben viele Phalangiidae ein weichhäutiges, kaum abgesetztes Scutum, so dass dies schwer erkennbar ist. Mittig auf dem Carapax sitzt ein Augenhügel (Ocularium) mit zwei relativ großen Augen, der selten, etwa bei höhlenlebenden Formen, fehlen kann. Die Augen sind im Verhältnis zum Körper extrem groß bei der Gattung Caddo, aber auch bei den Jungtieren zahlreicher Phalangioidea. Ocularium, Carapax und Beinglieder können je nach Art Dornen tragen.
Die als Chela scherenartig ausgebildeten Cheliceren sind meist relativ klein, oft sind sie bei den Männchen abgewandelt. Wenn sie Zähne tragen, sind diese massiv, die charakteristischen durchscheinenden (diaphanen) Zähne der Dyspnoi kommen nicht vor. Die Pedipalpen sind fast immer lang und beinartig, ihr letztes Glied (Tarsus) trägt eine gut ausgebildete Kralle (ein wichtiger Unterschied zu den Dyspnoi), auch die Tarsen der Laufbeine tragen immer nur je eine Kralle (Unterschied zu den Laniatores). Typisch für die Eupnoi und auf den ersten Blick auffällig sind die in der Regel extrem langen und dünnen vier Laufbeinpaare. Diese gelten oft als typisch für die Weberknechte insgesamt, sind aber eigentlich ein Merkmal der Eupnoi und kommen bei den anderen drei Unterordnungen kaum vor.  Ihr Basisglied (Coxa) ist in der Regel frei und nicht mit den anderen Coxen oder der Bauchplatte (Sternum) verwachsen. Zusätzlich zu den Stigmen am Rumpf tragen die Beine der Eupnoi zusätzlich, sogenannte akzessorische Stigmen an den Tibien der Laufbeine (sie fehlen bei der Gattung Caddo). Beim Angriff von Feinden können die Tiere einzelne Beine abwerfen (Autotomie), diese wachsen nicht wieder nach. Der Verlust einzelner Beine wirkt sich nur wenig auf die Laufleistung aus.
Bei der Kopulation führt das Männchen seinen Penis in die Geschlechtsöffnung des Weibchens ein (interne Befruchtung). Dazu klammert es sich mit den, meist spezifisch abgewandelten, Pedipalpen an den Laufbeinen (in der Regel nahe dem Trochanter des zweiten Beinpaars) fest. Die Partner sind bei der Kopulation einander zugewandt. Der Penis der Männchen ist zweiteilig, der vordere (distale) Teil ist in eine massive Glans und einen dorsal ansitzenden Stylus differenziert, Glans und der basale Truncus sind nur schwach gegeneinander abgesetzt. Der Penis besitzt nur einen Muskel, dessen Sehne an der Ventralseite der Glans ansetzt. Der Ovipositor der Weibchen ist bei den Eupnoi meist lang, manchmal mehr als körperlang, und durch chitinisierte Ringe verstärkt, die gelenkig miteinander verbunden sind, so dass die Legeröhre (durch segmentale Muskeln) flexibel bleibt.

## Phylogenie, Taxonomie, Systematik

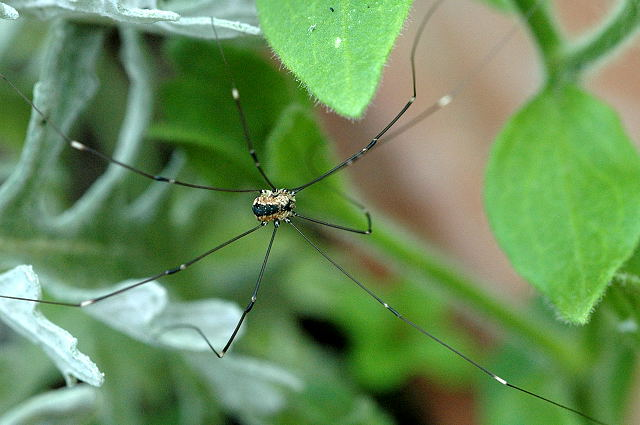
Weibchen von Leiobunum rotundum (Familie Sclerosomatidae)

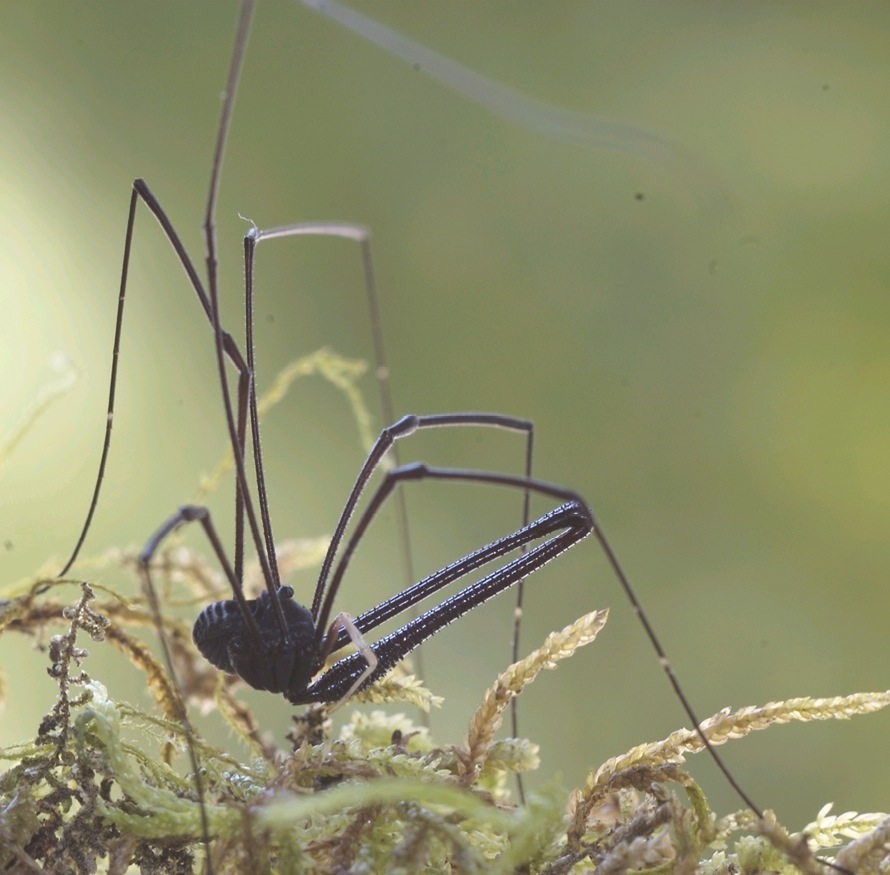
Pantopsalis listeri von Neuseeland (Familie Neopilionidae)

Die Unterordnung Eupnoi umfasst zwei Überfamilien, wobei die Überfamilie Caddoidea nur zwei rezente Arten besitzt (vor 2015 waren ihr weitere Arten zugeordnet worden). Alle anderen rezenten Arten gehören zur Überfamilie Phalangioidea.
- Unterordnung Eupnoi
  - Überfamilie Caddoidea
    - Familie Caddidae mit der einzigen Gattung Caddo. Nordamerika und Nordost-Asien.

  - Überfamilie Phalangioidea
    - Familie Neopilionidae Lawrence, 1931. überwiegend auf der Südhemisphäre verbreitet (Chile, Argentinien, Südbrasilien, Südafrika, und Australien).
    - Familie Phalangiidae Latreille, 1802. überwiegend paläarktisch, am artenreichsten in der Mittelmeerregion, wenige Arten bis Südostasien. In Amerika nur 16 Arten[6], von denen fast die Hälfte aus Europa eingeschleppt worden sind.
    - Familie Sclerosomatidae Simon, 1879. Überwiegend Paläarktis und Nearktis. Die Unterfamilie Gagrellinae in den Tropen der Alten und Neuen Welt.
      - Art Mastobunus tuberculifer (Lucas, 1847)

    - Familie Protolophidae Banks, 1893 mit der einzigen Gattung Protolophus. Nordamerika (westliche USA und Kanada).

Weitere Gattungen wurden bisher keiner Familie zugeordnet. Eine bisher der Familie Sclerosomatidae zugeordnete, als „Metopilio group“ zusammengefasste Verwandtschaftsgruppe mit Verbreitung im westlichen Nordamerika wird heute aufgrund der abweichenden Penismorphologie und aufgrund genetischer Studien als nicht hierher gehörig aufgefasst, sie wird im World Catalogue of Opiliones seit 2020 als neue Familie Globipedidae gefasst, ist aber bisher noch nicht formal beschrieben worden. Die Gattungen Hesperopilio (früher irrtümlich den Caddidae zugeordnet) gehört zu den Phalangioidea, wurde aber bisher in keine Familie gestellt. Die wenig bekannte Gattung Mitopiella mit der einzigen Art Mitopiella cinctipes (von der Insel Borneo) ist in der Zuordnung unklar.
Schwestergruppe der Eupnoi ist die Unterordnung Dyspnoi, mit der gemeinsam sie das Taxon der Palpatores bildet. Innerhalb der Eupnoi sind Protolophidae und Sclerosomatidae Schwestergruppen.